# La vida en el Infierno
Life in Hell (La vida en el infierno) fue una tira cómica creada por Matt Groening que simulaba la mala experiencia de vida en Los Ángeles. La historieta llegó a estar presente en más de 200 periódicos en Estados Unidos y Canadá, y trataba de las aventuras de conejos antropomórficos y amantes homosexuales en Los Ángeles. En ella se satirizaban el amor, el trabajo y el sexo. Fue la primera producción de su autor.

## Historia
La vida en el infierno fue creado por Matt Groening en 1977 cuando se dedicó a dibujar, ya que el sueño de su padre era dibujar y ser guionista. Los cómics eran dibujados a mano por él mismo y para venderlos los fotocopiaba con 2.000 copias. Fue editado por la empresa que él mismo fundó, Bongo Comics, la cual lleva como personaje principal a Binky en sus iconos, hasta el 16 de junio de 2012. A Matt Groening le ofrecieron hacer La vida en el infierno como una serie animada pero decidió hacer nuevos personajes, que finalmente fueron Los Simpson.

## Publicidad
Después del éxito que consiguió La Vida en el Infierno, se empezaron a publicar libros, camisetas, tazas de café y un boletín de noticias. A finales de la década de 1980 Matt Groening dibujo varios anuncios para la empresa Apple en forma de historietas, pero en computadora.
En 2005, Comic Con en San Diego lanzó a la venta figuras de Vida en el Infierno.

## Libros
La lista de los libros de La vida en el infierno traducidos al español.
- 1986 - El amor es el infierno - (ISBN 0-394-74454-3)
- 1986 - El trabajo es un infierno - (ISBN 0-394-74864-6)
- 1987 - La escuela es un infierno - (ISBN 0-394-75091-8)
- 1988 - Caja por completo del infierno - (ISBN 0-679-72111-8)
- 1988 - La niñez es el infierno - (ISBN 0-679-72055-3)
- 1989 - Saludos del infierno - (ISBN 0-679-72678-0)
- 1989 - Guía de Akbar y de Jeff a la vida - (ISBN 0-679-72680-2)
- 1990 - El libro grande del infierno - (ISBN 0-679-72759-0)
- 1991 - Con Amor Del Infierno - (ISBN 0-06-096583-5)
- 1991 - Cómo ir al infierno - (ISBN 0-06-096879-6)
- 1992 - El camino al infierno - (ISBN 0-06-096950-4)
- 1994 - Guía de Binky al amor - (ISBN 0-06-095078-1)
- 1994 - El amor es el infierno: 10.ª Edición Ultra Enorme Especial Del Aniversario - (ISBN 0-679-75665-5)
- 1997 - El enorme libro del infierno - (ISBN 0-14-026310-1)
- 2007 - Guía de Will y Abe al universo - (ISBN 0061340375)